# Yoav Bear
Yoav Bear, también escrito Yoav Bär, (Haifa, Israel, 24 de junio de 1994) es un ciclista israelí. 

## Palmarés
2011
- 2.º en el Campeonato de Israel en Ruta
- 2.º en el Campeonato de Israel Contrarreloj

2013
- Campeonato de Israel Contrarreloj

2014
- Campeonato de Israel Contrarreloj

2015
- Campeonato de Israel Contrarreloj

2016
- 3.º en el Campeonato de Israel Contrarreloj

## Equipos
- Cycling Academy  (2015)